# Chevalia inaequalis
Chevalia inaequalis är en kräftdjursart som först beskrevs av Stout 1913.  Chevalia inaequalis ingår i släktet Chevalia och familjen Isaeidae. Inga underarter finns listade i Catalogue of Life.